# Fabritio Caroso
Fabritio Caroso, també citat com Fabrizio Caroso (Sermoneta 1526/1535 - 1605/1620), músic italià, compositor, ballarí, professor de dansa i autor de tractats de coreografia.

## Biografia
Les dades biogràfiques, majoritàriament derivades de la informació continguda en les edicions de les seves obres, són fragmentàries i incompletes, i la data del seu naixement a Sermoneta a la província de Latina es incerta i també es desconeix la data de la mort, però segurament a Roma després del 1605.
La seva família era de classe obrera, però aparentment va proporcionar al jove Fabritio una bona educació. Cap als seus vint anys, Caroso s'havia convertit en un mestre de dansa i estava al servei de la duquessa de Sermoneta, Felice Maria Orsina Caetana i es probable que les famílies Caetani i Orsini l'ajudessin a introduir-se en la societat de Roma, on ell, a jutjar pels seus nombrosos balls dedicats a les nobles romanes, havia de passar la major part dels dies.
També va obtenir el suport dels Mèdici a qui va dedicar un dels seus tractats i de les famílies romanes Aldobrandini i Farnese.

## Els tractats de Caroso
Fabritio Caroso va ser l'autor de dos tractats - Il ballarino i Nobiltà di dame - que es consideren entre les obres més importants sobre dansa del segle XVI.
El primer tractat de dansa es va publicar el 1581 i conté descripcions de passos de ball –molts dels propis dissenys de l’autor– i música per a les danses en tabulatura de llaüt. i dedicat a la Gran Duquessa de Toscana, Bianca Capello de Mèdici. L'edició portava un retrat de l'autor als 46 anys,i ja s'havia fet una edició anterior el 1577.
Les coreografies a Il Ballarino estan ordenades jeràrquicament. Les danses per a les dones de més alt nivell (Serenissima et Illustrissima Signora) es troben al començament del tractat i es complementen amb una imatge. Després, segueixen les danses per a les dones de rang inferior (Illustra Signora i Gentildonna).
El segon tractat, publicat el 1600 amb dedicatòries al duc i la duquessa de Parma, i també a Maria de Medici, reina de França, a Margarida d’Àustria, reina d’Espanya, les duquesses de Màntua, Urbino, Mòdena i l'esposa del virrei de Nàpols, era realment una actualització del primer, tot i que contenia danses noves i diferents coreografies.
El primer inclou cinquanta-quatre regles relatives a l'ensenyament dels diferents passos de dansa, reverències, salts, canvis de parella i fins i tot les maneres més adients per a l'art de ballar. En el segon, l'autor descriu setanta-sis danses, majoritàriament per ballar en parella, que s'acompanyen de la música transcrita per tabulatura de llaüt i de gravats realitzats per Giacomo Franco, que reflecteixen fidelment la indumentària de l'època. En total, els dos volums contenen 130 danses, el segon va ser el més popular dels dos llibres, ja que es va publicar de nou, el 1630, molt després de la mort de Caroso.